# 反普京運動

反戰抗議者使用的白藍白旗幟，得到俄羅斯反對派的廣泛支持，也被它宣稱為“未來美麗的俄羅斯”的旗幟

反普京運動是指俄羅斯總統普京的反對派组织的活动，廣義上大約可以分為在議會有一定規模的反對黨，以及較鬆散在議會無議席或者聲音較微弱的非系統性反對組織。不過，有評論認為，在議會有一定規模的反對黨，其實多少都對普京與他領導的政府有一定的支持。而主要的非系統性反對組織，包括俄罗斯统一民主党“亚博卢”、人民自由黨與没有正式註冊的未来俄罗斯。反對普京的聲音，从政治觀點上看他們可以相差甚遠，但是在反對普京與針對俄羅斯貪腐問題上立場就相對一致。不過，由於他們缺乏團結，導致他們的地位相對弱化。另外，他們的領導人物，往往會成為暴力攻擊，甚至是暗殺的對象。他們指控兇手與普京政府有關。他們亦指控，普京政府經常用法律或其他各種手段，去阻止他們贏得選舉。